# Plasma-lyte
Plasma-Lyte es una solución cristaloide para infusión intravenosa con una formulación variable de electrolitos según el mercado. En general, la solución tiene una composición que imita las concentraciones fisiológicas de electrólitos plasmáticos humanos, la osmolalidad y el pH.

## Plasma-lyte 148 (pH 7.4)
Plasma-Lyte 148 es una solución específica para el mercado disponible en el Reino Unido y Australia, entre otras, y tiene la siguiente composición:
- Sodio 140 mmol / l
- Potasio 5 mmol / l
- Magnesio 1.5 mmol / l
- Cloruro 98 mmol / l
- Acetato 27 mmol / l
- Gluconato 23 mmol / l

Esta solución es fabricada y comercializada por Baxter International Inc.